# LGM-30 Minuteman
El  LGM-30 Minuteman  és un míssil nuclear nord-americà un MBI (InterContinental Ballistic Missile: míssil balístic intercontinental) de llançament terrestre. Actualment (2009) és l'únic tipus de míssil intercontinental que resta operatiu als Estats Units.
De les sigles que antecedeixen el seu nom, la L indica que el míssil es llança des d'una sitja, la G indica que està dissenyat per atacar objectius en terra, i la M indica que és un míssil guiat.

## Actualitat
Actualment, el Govern dels Estats Units disposa de 500 Minuteman III en sitges situats al voltant de les bases aèries de FE Warren (Wyoming) Malmstrom (Montana) i Minot (Dakota del Nord).
És un míssil guiat amb tres motors, en fase de combustible sòlid i, a més, utilitza un motor de combustible líquid per corregir la trajectòria o llançar diversos caps individuals cap a punts separats. Per un sol míssil es poden tenir múltiples objectius, el que es coneix com a MIRV (Multiple Independently-targetable Re-entry Vehicle: vehicle de reentrada múltiple i independent). El míssil incorpora un sistema de guia inercial.
A més del cap nuclear, aquests míssils porten sistemes de millora de la penetració com bombes de fragmentació i cimbells.
Encara que el programa de desarmament nuclear START II prohibís explícitament els MIRV, avui dia és paper mullat. El projecte inicial de reduir a una sola el nombre de caps que pot transportar un míssil ha estat revisat, Estats Units pretén mantenir 800 caps múltiples per als seus míssils Minuteman.
El míssil Minuteman III (la versió actual) va entrar en servei el 1970. Les unitats que es van fabricar entre 1970 i 1978 es van anar millorant per incrementar la precisió i la càrrega. La USAF pretén mantenir els Minuteman fins al 2025.

## Història
Els Minuteman I i II van estar en servei entre 1962 i 1997. El Minuteman III va ser fabricat per primera vegada el 1969 i, després d'aplicar-li diverses millores, s'espera que segueixi en funcionament fins al 2025.
Els Minuteman tenen dues innovacions que li atorguen una vida útil molt llarga: un motor de combustible sòlid i un ordinador de bord digital.
El combustible sòlid fa que els Minuteman siguin més ràpids que els ICBM que usen combustible líquid. Una innovació crucial en aquesta àrea va ser incloure una vàlvula per regular la pressió del propulsor.
El sistema de guia reprogramable per inèrcia va ser un gran risc en el disseny original. La primera vegada que va ser proposat no hi havia cap ordinador digital que pogués ser integrat en un míssil. El programa de míssils de creuer supersònics, Navajo, havia fallat a l'hora de crear aquest sistema.
L'ordinador de bord era essencial per obtenir millores en la precisió, la qual cosa va fer que aquest míssil es mantingués competitiu durant la Guerra Freda. El programari de guia inercial pot ser actualitzat i instal·lat en els míssils per fer-los més precisos un cop que s'han anat obtenint millors dades sobre la superfície terrestre.
Un altre avantatge que va animar els programadors a acceptar el risc d'instal·lar l'ordinador, va ser que aquest ordinador podia ser utilitzat també per testejar i revisar el míssil. Això va estalviar una gran quantitat de pes en cables i connectors.

## Llançament de satèl·lits

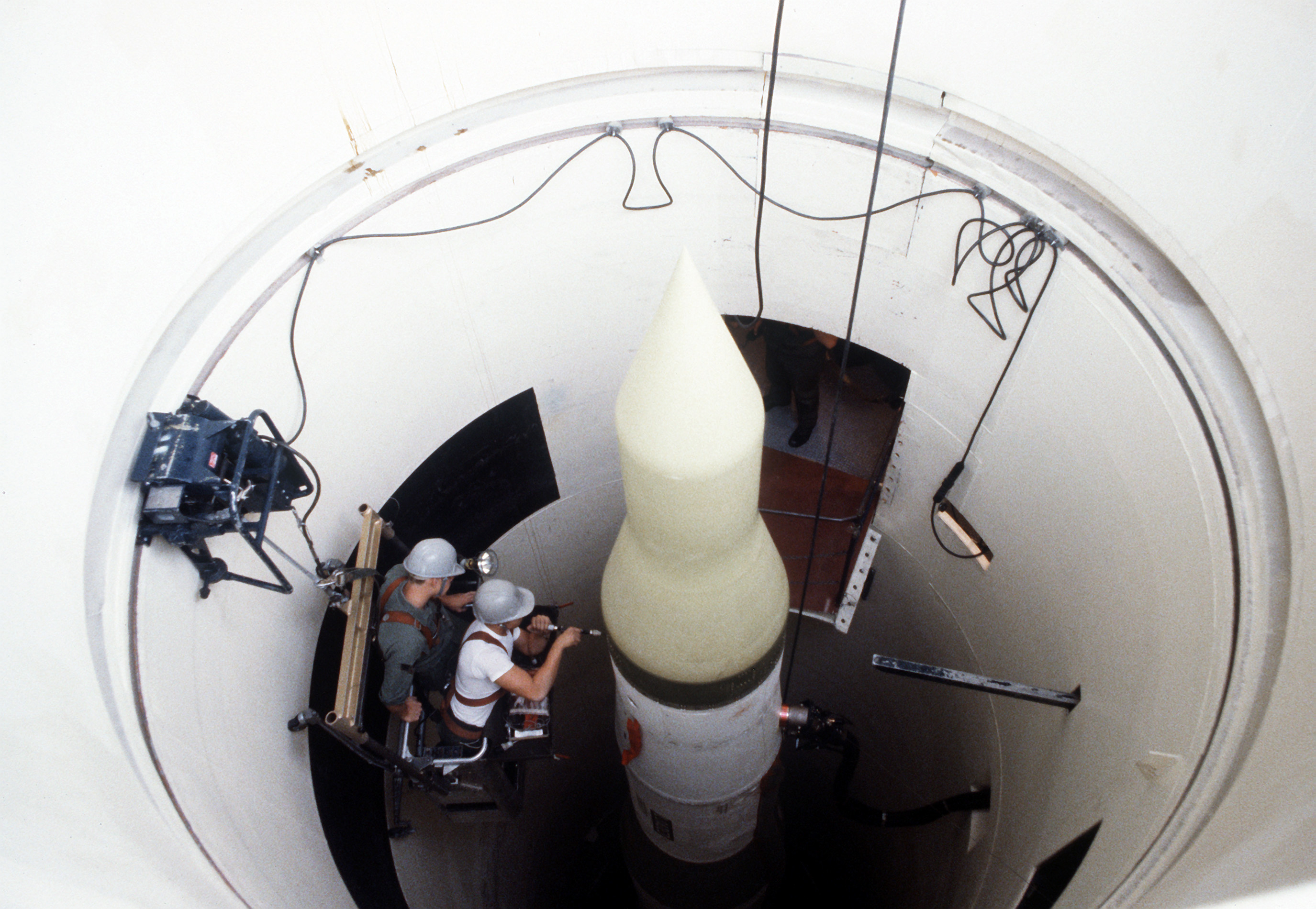
Un Minuteman II en la seva sitja el 1980.

La USAF ha estudiat la viabilitat que alguns Minuteman s'utilitzin per posar satèl·lits en òrbita. Aquests míssils s'emmagatzemaren en sitges per ser llançats en poc temps. La càrrega seria variable i es podria canviar fàcilment. Això dotaria als EUA d'una major capacitat de llançament de satèl·lits en temps d'emergència.